# Puccinia wattiana
Puccinia wattiana är en svampart som beskrevs av Barclay 1890. Puccinia wattiana ingår i släktet Puccinia och familjen Pucciniaceae.   Inga underarter finns listade i Catalogue of Life.